# باجه عوارض شهر خیالی
باجهٔ عوارض شهر خیالی (انگلیسی: The Phantom Tollbooth) یک رمان ماجراجوییِ فانتزی برای کودکان، نوشتهٔ نورتون جاستر، نویسندهٔ آمریکایی است که در سال ۱۹۶۱ منتشر شد. این رمان نخستین کتاب جاستر بود و تصویرسازی‌های آن را جولز فایفر انجام داد. داستان این رمان دربارهٔ میلو، پسری بی‌حوصله است که به‌طور غیرمنتظره‌ای یک باجهٔ عوارض جادویی کادو می‌گیرد و به‌وسیلهٔ آن به قلمرو خِرَد سفر می‌کند. قلمرو خِرَد زمانی پررونق بود اما حالا هرج‌ومرج در آن حکم‌فرما است. میلو به‌همراه تاک و لاف‌زن پویشی را آغاز می‌کند تا به قلعهٔ هوایی برسند و دو شاهزاده‌خانم تبعیدی به نام‌های احساس و منطق را پیدا کنند. همان‌طور که میلو درس‌های ارزشمندی را می‌آموزد، همچنین عشق به یادگیری را در داستانی پر از جناس و بازی با کلمات، مانند وارسی در معانی تحت‌اللفظی اصطلاحات عامیانه، می‌یابد.
جاستر در بهار ۱۹۶۰ کمکِ مالی بنیاد فورد را دریافت کرد تا کتابی کودکانه دربارهٔ شهرها بنویسد. او که نتوانست در آن پروژه پیشرفت کند، به نوشتن کتابی روی آورد که نهایتاً به باجهٔ عوارض شهر خیالی ختم شد. فایفر که هم‌خانهٔ جاستر بود، تصمیم گرفت تا در این پروژه مشارکت کند. آنان توانستند پیش‌نویسی از رمان را به دست جیسن اپستین، ویراستار راندوم هاوس برسانند. اپستین پس از بررسی پیش‌نویس، کتاب را پذیرفت و آن را منتشر کرد.

## زمینه
نورتون جاستر (۲۰۲۱–۱۹۲۹) معمار و نویسندهٔ آمریکایی بود. او در ۲ ژوئن ۱۹۲۹ در بروکلین، یکی از بخش‌های شهر نیویورک، از مادری به نام مینی (سیلبرمن) جاستر و پدری به نام ساموئل جاستر زاده شد. پدرش معمار و مادرش خانه‌دار بود. جادوگر شهر از از رمان‌های موردعلاقهٔ جاستر در دوران کودکی بود و کتاب‌های قطور روسی و ییدشی والدینش را که به زبان انگلیسی ترجمه شده بود، ورق می‌زد. او توانست در سال ۱۹۵۲، مدرک کارشناسی معماری را از دانشگاه پنسیلوانیا دریافت کند و در ادامه، به‌واسطهٔ برنامهٔ فولبرایت به انگلستان رفت تا تحصیلاتش را در دانشگاه لیورپول ادامه دهد. پس از اتمام تحصیلات، در سال ۱۹۵۴ به سپاه مهندسی عمران پیوست تا در نیروی دریایی ایالات متحده خدمت کند.
پس از سه سال خدمت در نیروی دریایی، نورتون جاستر به زادگاهش، نیویورک بازگشت و در یک دفتر معماری مشغول به کار شد. در بهار ۱۹۶۰، او از بنیاد فورد کمکِ مالی پنج هزار دلاری را دریافت کرد تا کتابی کودکانه دربارهٔ شهرها بنویسد. جاستر استدلال کرد که بیبی‌بومرهای جوان به‌زودی مسئولیت شهرها را بر عهده خواهند گرفت؛ این در حالی بود که در آن زمان، بسیاری از آنان در حومهٔ شهرها زندگی می‌کردند و احتمالاً با مفهوم دقیق شهر آشنایی نداشتند. او در طرح پیشنهادی‌اش گفت که می‌خواهد «قدرتِ دریافت را به کار بیندازد و تقویت کند — تا به کودکان کمک کند که به دنیای بصری پیرامون خود توجه و آن را درک کنند — تا به برانگیختگی آنان بینجامد و علاقه‌شان را در محیطی که قرار است تغییر یابد، شکل دهد.» اگرچه جاستر کارش را با شور و شوق بسیار آغاز کرد اما به‌تدریج، نگارش کتاب با وجودِ یادداشت‌برداری‌های زیاد و البته پیشرفت بسیار کم، کُند و در نهایت متوقف شد. او تصمیم گرفت تا تعطیلات آخر هفته را با دوستانش در جزیرهٔ آتش سپری کند و پس از بازگشت، کتاب شهرها را کنار گذاشت.

## داستان

نقشه‌ای از سرزمین‌های فراتر که جولز فایفر ترسیم کرده‌است

میلو پسری بی‌حوصله است که فکر می‌کند انجام هر کاری، چیزی جز اتلاف وقت نیست. یک روز مثل همیشه، بعد از مدرسه افسرده و کسل به خانه می‌رسد و وقتی به اتاقش می‌رود، چشمش به جعبه‌ای مرموز می‌افتد. در میان محتویات این جعبه، یک باجهٔ کوچک عوارض و نقشه‌ای از «سرزمین‌های فراتر» وجود دارد. یک پاکت آبی هم به آن سنجاق شده که روی آن نوشته بود: «برای میلو، که وقت زیاد دارد.» میلو تصمیم می‌گیرد تا به لغتستان برود، پس سوار ماشین برقی می‌شود و به طرف باجهٔ عوارض حرکت می‌کند. یک‌مرتبه خودش را در بزرگراهی ناآشنا می‌بیند و به پیش می‌رود. انتظارات، اولین مقصد او، سرزمینی دلپذیر است. در آنجا، میلو از چه‌شناس، مردی که مملو از صحبت‌های بی‌پایان است، برای رسیدن به لغتستان کمک می‌گیرد. همچنان که میلو ماشین را در بزرگراه می‌رانْد، یک‌مرتبه خوابش می‌گیرد و در منطقهٔ رکود، جایی که در آن هیچ اتفاقی نمی‌افتد، گرفتار می‌شود. میلو خیلی زود با خواب‌گرفته‌ها آشنا می‌شود و با آن‌ها صحبت می‌کند. وقتی حرف از وقت‌کُشی می‌شود، سگ نگهبانی که با اتلاف وقت میانهٔ خوبی ندارد، از راه می‌رسد. تاک، سگی سخنگو است و بدنش به‌شکل ساعت شماطه‌داری است که تیک تیک صدا می‌کند. تاک تصمیم می‌گیرد تا هم‌سفر میلو شود و به او کمک می‌کند تا از منطقهٔ رکود بیرون بروند.
به‌محض رسیدن به لغتستان، تاک و میلو با پنج عضو کابینهٔ اَزَزِ جامع روبه‌رو می‌شوند و دسته‌جمعی به بازار کلمات می‌روند. در بازار، زنبور هجی‌کننده و لاف‌زن با هم درگیر می‌شوند و همه‌چیز را به هم می‌ریزند. با پخش‌وپلا شدن کلمات، مأمور اقرارگیری میلو و تاک را دستگیر و زندانی می‌کند. در زندان، میلو با پیرزنی به نام خوفناک خفیف ملاقات می‌کند. او برای میلو داستان اختلاف شاه اَزَز و برادرش ریاضی‌باز، حاکم عددستان بر سر برتری کلمات یا اعداد را تعریف می‌کند. برادران تصمیم گرفتند از دو خواهر به نام‌های احساسِ شیرین و منطقِ ناب برای حل اختلاف کمک بگیرند اما نتیجهٔ داوری، دو برادر را عصبانی کرد و تصمیم گرفتند خواهران را به قلعهٔ هوایی تبعید کنند. از آن زمان به بعد، در قلمرو خِرَد احساس و منطق وجود ندارد. پیرزن به میلو راه رهایی از زندان را نشان می‌دهد و میلو و تاک از سیاه‌چاله خلاص می‌شوند. با حضور در ضیافتی به میزبانی پادشاه، میلو از هدف خود برای آزادی احساس و منطق می‌گوید و اَزَز موافقت می‌کند. همچنین او با تمجید از لاف‌زن، این حشره را راضی می‌کند تا راهنمای میلو در این سفر خطرناک باشد.
در مسیرِ عددستان، آنان با شخصیت‌های بسیاری مثل اَلِک بینگز آشنا می‌شوند. اَلِک پسرکِ معلق بین زمین و آسمان است که می‌تواند درونِ چیزها را ببیند. میلو بعداً با کوچک‌ترین غول دنیا، بلندقدترین کوتولهٔ جهان، لاغرترین چاق جهان و چاق‌ترین لاغر جهان که در واقع، یک آدم معمولی همهٔ این چهار ویژگی را دارد، ملاقات می‌کند. سپس، با رنگ‌آمیز کبیر آشنا می‌شود که رهبری ارکستر خلق رنگ‌های جهان را بر عهده دارد. میلو تصمیم می‌گیرد که این ارکستر را خودش رهبری کند اما اوضاع خوب پیش نمی‌رود. پس از ترک جنگل خوش‌منظره، میلو، تاک و لاف‌زن به خانهٔ دکتر کاکوفونوس الف دیسکورد، متخصص صداهای ناموزون می‌رسند و با دستیارش، صوتِ ناهنجار آشنا می‌شوند. در ادامه، به سرزمینی می‌رسند که درهٔ صدا نام دارد اما در آنجا سکوت برقرار است. ساکنان علت را برای میلو می‌گویند و از او کمک می‌خواهند. میلو نزد نگهبان صدا، ملکهٔ درهٔ صدا می‌رود و با ترفندی می‌تواند دوباره صداها را به آن سرزمین بازگرداند.
پس از جهش به جزیرهٔ نتیجه‌گیری‌ها و آشنایی با بی‌نهایت، میلو و همراهانش مجبور می‌شوند در دریای دانش شنا کنند تا بتوانند به راهشان ادامه دهند. در نزدیکی عددستان، دوازده‌وجهی را می‌بینند که آنان را به نزد ریاضی‌باز می‌برد. صحبت از آزادی احساس و منطق به میان می‌آید و هنگامی که ریاضی‌باز می‌فهمد برادرش با این کار موافق است، اعلام مخالفت می‌کند. ریاضی‌بازمی‌گوید او و برادرش هرگز روی هیچ چیز توافق ندارند و اگر میلو بتواند خلافش را ثابت کند، اجازه می‌دهد تا بروند. میلو می‌تواند با استفاده از توافق بر سر عدم توافق آن دو برادر، رضایت ریاضی‌باز را کسب کند. با ورود به کوه‌های نادانی، دیوها، غول‌ها و شیاطینی مثل غول ژله‌ای می‌خواهند جلوی میلو، تاک و لاف‌زن را بگیرند اما موفق نمی‌شوند. آنان با گذر از کوه‌های ناهموار بالأخره به قلعهٔ هوایی می‌رسند اما دیوها همچنان به‌دنبالشان هستند. در نهایت، میلو می‌تواند با احساس و منطق دیدار کند.

## شخصیت‌های اصلی
- میلو: قهرمان داستان، پسربچه‌ای که به مدرسه می‌رود[۹] و تا پیش از دریافت کادوی جادویی، حوصلهٔ انجام هیچ کاری را ندارد.[۱۰] جاستر در برخی از پیش‌نویس‌ها سن میلو را هشت یا نه سال عنوان کرد اما بعداً ترجیح داد از سن‌وسال او حرفی نزند.[۱۱] نام خانوادگی او نامشخص است و پدر و مادرش در روند داستان حضور ندارند.[۱۲] در آغاز، هیچ‌چیز برای میلو جذاب و دلپذیر به نظر نمی‌رسد و گویی «پسربچه‌ای پیش‌پاافتاده» است.[۱۳] با پیشرفت داستان، ذهن میلو را افکار تازه و عجیب پُر می‌کند و تغییرات شخصیت وی به‌تدریج رخ می‌دهد.[۱۴] او در طول مسیر، از شخصیت‌های مختلف ابزارهای دانش را دریافت می‌کند تا در جای مناسب از آن‌ها کمک بگیرد.[۱۵]
- تاک: سگ نگهبانی که ظاهرش مانند سگ‌های دیگر است اما در بدنش یک ساعت شماطه‌دار دارد.[۱۶] گرچه تاک نام دارد اما برخلاف اسمش تیک تیک می‌کند و مجبور است با این موضوع کنار بیاید.[۱۷] او وظیفه‌اش این است که مطمئن شود هیچ‌کس زمان را تلف نمی‌کند.[۱۸] تاک میلو را در سفرش همراهی می‌کند و به او درس‌های زیادی می‌دهد؛ مثلاً زمانی که میلو با بی‌فکری در منطقهٔ رکورد گرفتار شده بود، او را تشویق می‌کند تا با فکرکردن ماشین را راه بیندازد.[۱۹] جاستر تاک را از روی یکی از شخصیت‌های نمایش رادیویی موردعلاقه‌اش، جک آرمسترانگ، پسر کاملاً آمریکایی[y] خلق کرد.[۲۰]
- لاف‌زن: حشره‌ای است که به میلو و تاک در این کاوش می‌پیوندد.[۲۱] ظاهرش سوسک‌مانند است که لباس‌های تجملی می‌پوشد و کلاه دربی به سر دارد.[۲۲] او سعی می‌کند تا خودش را مشهور نشان دهد و از کلمات قلمبه‌سلمبه استفاده می‌کند اما شخصیتی خودبین است. لاف‌زن جانب هر دو طرف بحث را می‌گیرد، تا زمانی که یک موضع آشکارا درست نمایان شود.[۲۳] جاستر با خلق این شخصیت می‌خواست نقطهٔ مقابل تاک را داشته باشد تا در داستان تعادل ایجاد کند.[۲۴]
- احساس و منطق: احساسِ شیرین و منطقِ ناب شاهزاده‌خانم‌هایی هستند که اختلافات را حل می‌کنند.[۲۵] هنگامی که پادشاه پیر در باغ قدم می‌زد، این دو خواهرِ نوزاد را که در داخل یک سبد بودند، پیدا کرد.[۲۶] آنان از نظر ظاهری به هم شبیه هستند[۲۷] اما با این حال، منطق محتاط‌تر[۲۸] و احساس آسوده‌خاطرتر است.[۲۹] احساس و منطق تعادل را در قلمرو خِرَد حفظ می‌کنند و داوری‌هایشان حساب‌شده‌است.[۳۰] آنان معتقد بودند که اعداد و کلمات به یک اندازه ارزش دارند[۳۱] اما اَزَز و ریاضی‌باز این دو خواهر را به قلعهٔ هوایی تبعید کردند.[۳۲] از آن زمان به بعد، در قلمرو خِرَد احساس و منطق وجود ندارد.[۳۳] دو خواهر علت یادگیری چیزهای مختلف را به میلو توضیح می‌دهند.[۳۴]

## نگارش
همراه با سرعت گرفتن ماشین، میلو باز هم به چیزهای مختلف فکر کرد. به راه‌های فرعی مختلف و پیچ‌های اشتباه که افتادن در آن‌ها خیلی ساده بود، این‌که چه‌قدر پیش رفتن خوب است و از همه مهم‌تر، این‌که فقط با کمی فکرکردن چه‌قدر کار می‌توان صورت داد.

باجهٔ عوارض شهر خیالی، فراتر از انتظارات
جاستر که به‌خاطر عدم پیشرفتش در کتاب شهرها احساس گناه می‌کرد، تصمیم گرفت تا داستان‌هایی درمورد پسربچه‌ای به نام میلو بنویسد و به‌تدریج، آن را به کتاب تبدیل کند. او برای تحقق این هدف از کارش استعفا داد تا پروژهٔ جدید را جلو ببرد. پسربچه‌ای که در خیابان به سراغ جاستر آمد و با او درمورد مفهوم بی‌نهایت گفت‌وگو کرد، موجب شد تا تخیل این نویسنده به کار بیفتد. جاستر تصمیم گرفت تا داستان «پسری که خیلی زیاد سؤال می‌پرسید» را به سرانجام برساند و بعد به کتاب شهرها برگردد.
در آن زمان، جاستر و جولز فایفر، کارتونیست، در یک خانه در بروکلین هایتس زندگی می‌کردند. فایفر که از اعطای کمکِ مالی بنیاد فورد به جاستر باخبر بود، در اتاق خوابش صدای قدم‌های شبانهٔ دوستش را که در طبقهٔ بالایی اقامت داشت، می‌شنید. او از این موضوع شگفت‌زده شد که علت بی‌خوابی دوستش کتاب شهرها نیست، بلکه این نویسنده در فکرِ نوشتن کتابی دربارهٔ یک پسربچه است. جاستر پیش‌نویسی از داستان را که تا آن زمان نوشته بود، به فایفر نشان داد و این هنرمند به‌طور خودجوش طراحی تصاویر را آغاز کرد.

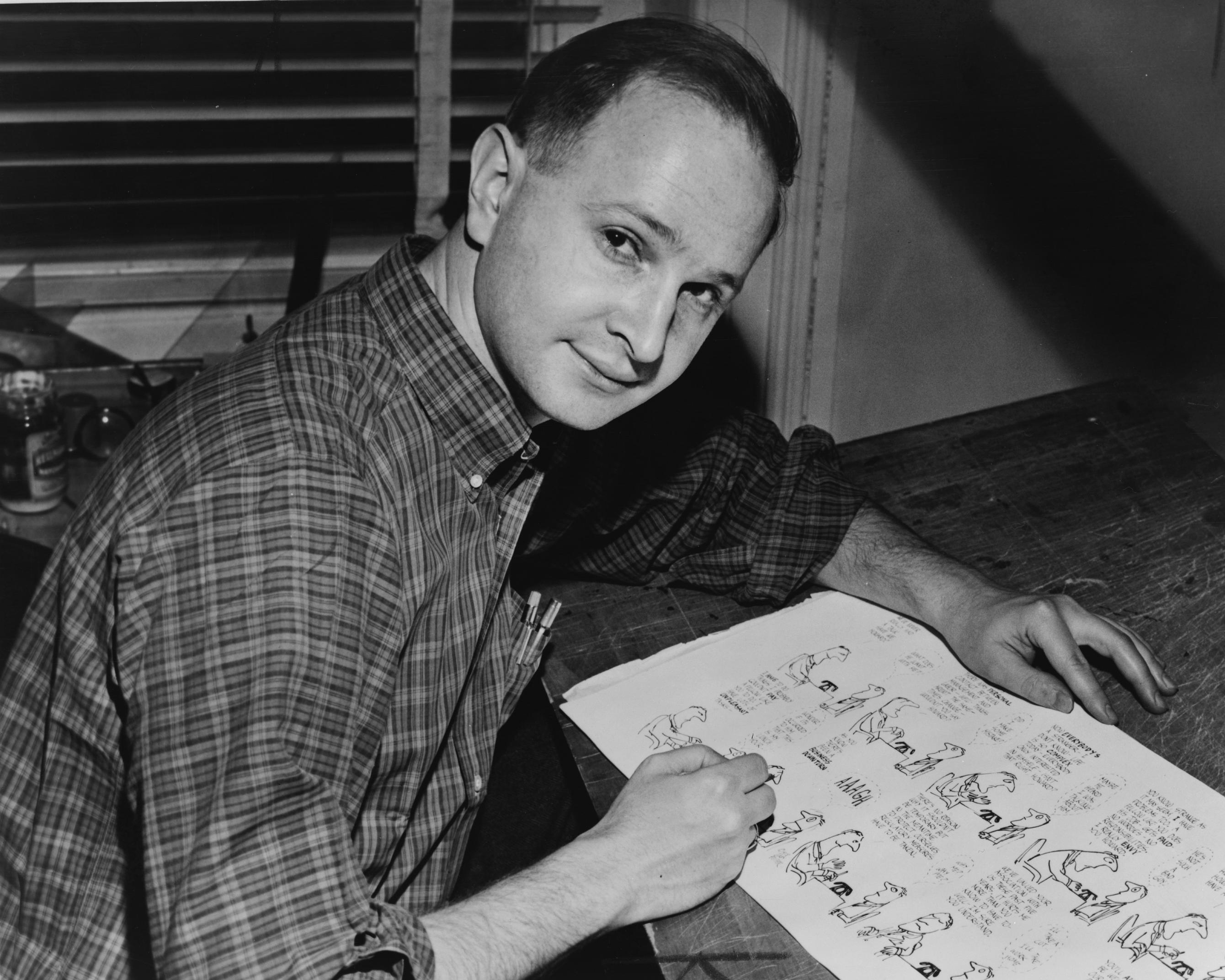
فایفر به‌همراه تصاویر طراحی‌شده برای اولین کتابش، در سال ۱۹۵۸

فایفر جودی شفل، ویراستار امریکن هریتیج — و همسر آینده‌اش — که اغلب نقش واسطه را برای عقد قراردادهای صنعت نشر ایفا می‌کرد، می‌شناخت. شفل پیش‌نویس را به دست جیسن اپستین، یکی از ویراستاران خلاق راندوم هاوس رساند و او را مجاب کرد تا با بررسی پیش‌نویس موافقت کند. برخی در راندوم هاوس معتقد بودند که واژگان این کتاب بسیار دشوار است. در آن زمان، مربیان توصیه می‌کردند که آثار کودکان حاوی کلماتی باشد که مخاطبان هدف از قبل نمی‌دانستند، زیرا می‌ترسیدند که کلمات ناآشنا موجب دلسردی یادگیرندگان جوان شود. اپستین بر اساس هفت فصل از نسخهٔ دست‌نویس و سه صفحه از طرح کلی ادامهٔ داستان، تصمیم گرفت تا کتاب را برای انتشار بپذیرد. جاستر بعداً در مصاحبه‌ای گفت که اگر به‌جای اپستین، یکی از ویراستاران کتاب‌های کودکان پیش‌نویس را بررسی می‌کرد، به احتمال بسیار آن را نمی‌پذیرفت.
فایفر به‌سرعت متوجه شد این کتاب نیازمند تصاویری است که شکل و کیفیت آن همانند تصویرگری‌های جان تنیل برای آلیس در سرزمین عجایب، نوشتهٔ لوئیس کارول باشد. او گرچه هنرمندی شناخته‌شده در سطح ملی به‌شمار می‌رفت اما در توانایی‌هایش برای به تصویر کشیدن متن تردید داشت. فایفر تصویر دو صفحه‌ای از شیاطین در اواخر کتاب را موفقیت‌آمیز می‌داند و از جمله موارد موردعلاقه‌اش است. این تصویر با سبکِ معمول وی — که در پس‌زمینهٔ سفید طراحی می‌کند — متفاوت است و از نقاشی‌های گوستاو دوره برای طراحی آن الهام گرفت.
این به یک بازی تبدیل شده بود که فایفر سعی داشت چیزها را آن‌طور که می‌خواست ترسیم کند و از طرف دیگر، جاستر نیز تلاش می‌کرد چیزهایی را توصیف کند که ترسیم آن‌ها غیرممکن بود. مثلاً جاستر در متن دیوهای سه‌گانهٔ سازش را دیوهایی توصیف می‌کند که یکی بلند و لاغر، یکی کوتاه و چاق و سومی دقیقاً شکل دو نفر دیگر است. در پاسخ، فایفر در ترسیم شخصیت چه‌شناس تصمیم گرفت تا نورتون جاستر را نشان بدهد که توگا به تن دارد. جاستر علاقه‌مند بود تا در صفحه‌های سفید آغاز باجهٔ عوارض شهر خیالی نقشه‌ای از سرزمین فراتر ترسیم شود. از آنجایی که فایفر نمی‌توانست خواستهٔ جاستر را اجرا کند، وی تصمیم گرفت به سبک خودش نقشه را بکشد تا فایفر از روی آن طرح نهایی را آماده کند.
در یکی از نخستین دست‌نوشته‌های جاستر، تونیِ ده ساله شخصیت اصلی کتاب بود که والدینش آقا و خانم فلاندرز نام داشتند. در پی ویرایش‌های متعدد، نام قهرمان داستان تغییر کرد، پدر و مادر وی از روند داستان حذف شدند و شرح چگونگی دریافت باجهٔ عوارض نیز در متن اصلی نیامد.

## واژه‌نامه
1. ↑  Minnie (Silberman) Juster
2. ↑  Samuel Juster
3. ↑  Civil Engineer Corps
4. ↑  Ford Foundation
5. ↑  Milo
6. ↑  Whether Man
7. ↑  Lethargarians
8. ↑  Tock
9. ↑  Azaz
10. ↑  Spelling Bee
11. ↑  Humbug
12. ↑  Officer Shrift
13. ↑  Faintly Macabre
14. ↑  Mathemagician
15. ↑  Sweet Rhyme
16. ↑  Pure Reason
17. ↑  Alec Bings
18. ↑  Chroma
19. ↑  Dr. Kakafonous A. Discord
20. ↑  Awful DYNNE
21. ↑  Soundkeeper
22. ↑  Canby
23. ↑  Dodechahedron
24. ↑  Agreed to disagree
25. ↑  Jack Armstrong, the All-American Boy
26. ↑  Judy Sheftel
27. ↑  American Heritage
28. ↑  Jason Epstein